# Tarzan de onoverwinnelijke
Tarzan de onoverwinnelijke (oorspronkelijke titel: Tarzan the Invincible) is een roman uit 1931 van de Amerikaanse schrijver Edgar Rice Burroughs, de veertiende in zijn serie van vierentwintig boeken over het titelpersonage Tarzan. De roman werd oorspronkelijk als een serie gepubliceerd in het tijdschrift Blue Book van oktober 1930 tot april 1931 als Tarzan, Guard of the Jungle.
Het boek markeert de laatste verschijning van Opar en La in de Tarzan-serie, afgezien van het jeugdwerk Tarzan and the Tarzan Twins with Jad-Bal-Ja the Golden Lion (1936), dat later werd gepubliceerd maar chronologisch eerder is.

## Samenvatting
Tarzan, zijn aap vriend Nkima, en Chief Muviro en zijn trouwe Waziri krijgers voorkomen dat Sovjet- communisten de verloren stad van Opar plunderen. Het verhaal bevat ook een prominente rol in Tarzan's bondgenoot Jad-bal-ja.

## Stripverhaal
Het boek is in stripvorm aangepast door Gold Key Comics in Tarzan nrs. 182-183, gedateerd februari-maart 1970, met een tekst van Gaylord DuBois en tekeningen van Doug Wildey.